# Битка при Бизани
Битката при Бизани е решително сражение от Балканската война, в резултат на което османската крепост Янина, а с нея и цял Епир, падат под гръцка власт. Битката се състои на 18 – 19 февруари (3 – 4 март по нов стил) 1913 г., а предаването на крепостта от османския гарнизон се извършва ден по-късно.

## Предистория
Първите сблъсъци между османските и гръцките войски около Бизани са през декември 1912 г. В района се намира главният форт, който охранява южните подстъпи към Янина. Първоначалните гръцки атаки са отбити, но карат османското командване (Есат паша) да съсредоточи тук голяма част от пехотата и артилерията си.
Неуспехите в първите два щурмa на янинските укрепления през декември 1912 – януари 1913 г. принуждават гръцкото командване (начело с престолонаследника Константинос I) да преосмисли плановете си и да подготви внимателно третото нападение. Превземането на Бизани и Янина се налага от геополитическите интереси на Гърция, особено след като на Лондонската посланическа конференция е взето решение за създаване на автономна Албания. Албанските патриоти, които вземат участие в отбраната на Янина, се стремят да направят града столица на новата държава.

## Разположение на силите
Подготовката на атаката трае на около месец. В навечерието на битката десният гръцки фланг заема с 15 батальона позиции на изток от укрепленията при Бизани, Баркмади и Ваксия. В центъра, на шосето от Превеза за Янина, са разположени 4 батальона. Главните сили (24 батальона с 5 батареи и инженерни части) се изтеглят скрито на югоизток от града и изчакват около Маноляса и Копани.
Крепостният гарнизон очаква нападението по височините и фортовете на югозапад, южно и източно от града и Янинското езеро. Той може да разчита на подкрепления от север, където стоят остатъци от Вардарската армия.

## Ход на битката
Атаката започва на 18 февруари. Артилерийският обстрел срещу Бизани и Баркмади продължава през целия ден, изстреляни са около 15 000 снарядa. Турските позиции по източния сектор на крепостта (между Ваксия и Кондинос) са атакувани от гръцка пехота. Отделна гръцка колона излиза от Мецово и напредва от североизток. Тези действия отвличат вниманието на османското командване и то оставя югозападния сектор без достатъчно резерви. На 19 февруари рано сутринта главните гръцки сили преминават в настъпление тъкмо в този сектор и успяват да изненадат защитниците му. Една след друга са превзети турските позиции около Дурутис, връх Агиос Николаос и Водивища. До вечерта гърците достигат на 1,5 километра от Янина. Значителна част от гарнизона – към 12 000 войници, съсредоточени около Бизани и Кастрица, попада в обкръжение.
Командващият на Вардарската армия изпраща подкрепления на гарнизона, но заповедта му е закъсняла. На 20 февруари (5 март, нов стил) Янинската крепост се предава.

## Резултат
В резултат на битката при Бизани османците дават 2800 убити и 19 000 пленници (по други сведения – 33 000). Гръцките загуби възлизат на около 500 убити и ранени.